# 후안 마리아 보르다베리

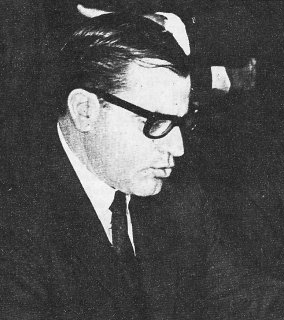
후안 마리아 보르다베리

후안 마리아 보르다베리(스페인어: Juan María Bordaberry, 1928년 6월 17일~2011년 7월 17일)는 우루과이의 정치인이다. 1972년부터 1976년까지 우루과이의 대통령으로 재직했다.
1971년 그는 민주적인 선거로 당선되었으며, 1972년 대통령으로 취임하였다. 집권 초반에는 민주 정치를 하였으나, 훗날 살인마 독재자로 변모하였으며, 그의 재직 기간 동안 수백여명이 실종되거나 사망했다. 대통령 중심제의 우루과이에서 그는 직접 정치를 하였으나, 1973년에 일어난 군부 쿠데타 이후에는 군부에 의해 조정되는 꼭두각시로 전락했으며, 1976년 군부가 그를 파면할 때까지 독재 정치를 일삼았다. 오늘날 군사 독재자 그레고리오 알바레스와 더불어 우루과이의 독재자로 손꼽히는 사람이다.

## 생애
1928년 몬테비데오에서 도밍고 보르다베리의 아들로 태어났으며, 1964년 국민당에 입당한 뒤 정계에 진출하였다. 5년 뒤 콜로라도당으로 당적을 바꾸어 대중적인 정치인으로 부상했다. 1971년 콜로라도당 대선 후보로 출마해 당선되었다.
처음에는 대중들의 지지를 얻어 민주 정치를 실천하였다. 그러나 좌익 게릴라단의 테러 등으로 위기를 맞이하였으며, 1973년 일련의 정치 스캔들이 터지자 동년 군부를 앞세워 쿠데타를 일으켜, 독재자로 변모했다. 이후 정당 활동을 금지하였으며, 반대파나 반체제 인사들을 투옥하거나 살해하는 등 독재정치를 하였다. 1976년 군부와의 마찰 이후 대통령직을 파면당했다.
민주화 이후인 2006년 헌법 위반과 정적 등 14명에게 사망·실종을 지시한 혐의 등으로 체포되었으며, 2010년 30년형을 선고받았다. 수감 중이던 2011년 호흡기 질환으로 사망하였다. 그의 아들인 페드로 보르다베리도 정치인으로 활동하고 있다.

## 역대 선거 결과
| 선거명      | 직책명            | 대수 | 정당       | 득표율 | 득표수    | 결과 | 당락 |
| ----------- | ----------------- | ---- | ---------- | ------ | --------- | ---- | ---- |
| 1971년 선거 | 우루과이의 대통령 | 52대 | 콜로라도당 | 22.8%  | 379,515표 | 1위  |      |

## 같이 보기
- 우루과이 문민군부독재